# Pietro Aaron
Pietro Aaron, também referido como Pietro (ou Piero) Aron (Florença, 1480 — 1562) foi um monge e teórico musical italiano do Renascimento

## Vida
Em  Roma, 1516, fundou uma escola de música. Dedicou-se ao estudo da harmonia, tendo escrito vários livros sobre o assunto.
De origem judaica, tornou-se religioso da Ordem italiana dos "Crosachieri" -  equivalente à Ordem dos (Cruzados) em Portugal.
O Papa Leão X protegeu-o, admitiu-o na Capela  Romana e  nomeou-o cónego em Rimini. Ficou célebre a sua porfiosa luta com Franchino Gaffurio, também conhecido como Gafori. [carece de fontes?]

## Escritos
- 1516 – Libri tres de Institutione Harmonica
- 1523 – Il Toscanello
- 1525 – Trattato della natura et cognitione di tutti gli tuoni di canto figurato non d'altrui più scritti
- 1545 – Lucidario in Musica di alcune oppenioni antiche et moderne
- 1547 – Compendiolo di multi dubbi, segreti et sentenze intorno al canto fermo  et figurato
- Delli principii di tuti li tono secondo mi Pietro Aron (manuscrito posterior a 1531, não autógrafo, anexado ao livro do monge e musicista Bonaventura da Brescia  (c. 1452 - c. 1517), Regula musice plane.

## Composições
- Io non posso più durare, para quatro vozes, in: Frottole, quinto livro. Veneza: Ottaviano Petrucci, 1505.

Trabalhos perdidos (mencionados em cartas)
- Credo para seis vozes,
- In Illo tempore loquente Jesu
- Letatus sum
- Missa para cinco vozes
- Moteto sobre cantus firmus "Da pacem"
- Outros motetos e madrigais